# Drosophila tenebrosa
Drosophila tenebrosa este o specie de muște din genul Drosophila, familia Drosophilidae, descrisă de Spencer în anul 1943. Conform Catalogue of Life specia Drosophila tenebrosa nu are subspecii cunoscute.